# Гисик
Гисик (таб. Гисик) — село в Табасаранском районе Дагестана (Россия). Входит в состав сельского поселения «Сельсовет Гурикский».

## История
Дата основания села Гисик и что означает это название, ничего не известно. Раньше село состояло из двух частей: верхний и нижний Гисик. 1961 г. произошло объединение двух сёл. Во время свадеб, похорон и других мероприятий жители обоих сёл ходили друг к другу в гости, на соболезнования как жители разных сёл, хотя эти сёла разделяла только узкая дорога.
Село состоит из разных тухумов: Касьяр, Гъурбанялияр, Цӏазар, Бянар,Аргушар, Эгияр, Мятьяр, Касьяр (верх. Гисик) Элихнар, Кавхияр.
В селе в настоящее время проживают около 60 хозяйств. Многие хозяйства проживают за пределами села, в разных регионах Дагестана и России. Жители села в основном занимаются земледелием, животноводством, садоводством и т. д.
Первым из сельчан высшее образование получил Гаджикеримов Гаджимагомед. Он работал на разных должностях: учителем, директором школы, инженером совхоза и т. д. Первым учителем из наших сельчан стал Мурадалиев Алимирза. Начальником милиции Табасаранского р-на работал Султанов Султан.
Радостным событием в истории села было открытием 1955 г. начальной школы. В 1984 г. начальная школа было преобразована в 8-милетнюю школу. Директорами школы в разные периоды работали Тагиров Урудж (с. Ляха) Мурадалиев Мурадали Алимирзаевич, Рамазанов Рамалдан Раджабович.
Жители нашего села Фейзуллаев Минатулла и Мурадалиев Мурадали в разные периоды работали на должности Председателя Гурикского с/с. В селе проживали участники ВОВ и Афганских событий. Житель села Ханмирзаев Маллашахбан Алиевич многие годы работал Председателем суда в Тверской области. Сейчас является членом Московской гильдии адвокатов. Магомедов Анвар Шамилович является кандидатом юридических наук и работает заместителем директора в юридической академии в г. Махачкала.

## География
Расположено в 2 км к западу от районного центра — села Хучни.
Ближайшие сёла: на севере — Ляха, юге — Гюгряг, на западе — Хархни, на востоке — Цанак.

## Инфраструктура

### Здравоохранение
- Фельдшерский пункт.[2]

## Население
| 1926 | 1939 | 1970 | 1989 | 2002 | 2010 | 2021 |
| ---- | ---- | ---- | ---- | ---- | ---- | ---- |
| 167  | ↗178 | ↘164 | ↗245 | ↗390 | ↘293 | ↘250 |